# Barbara Schwarze

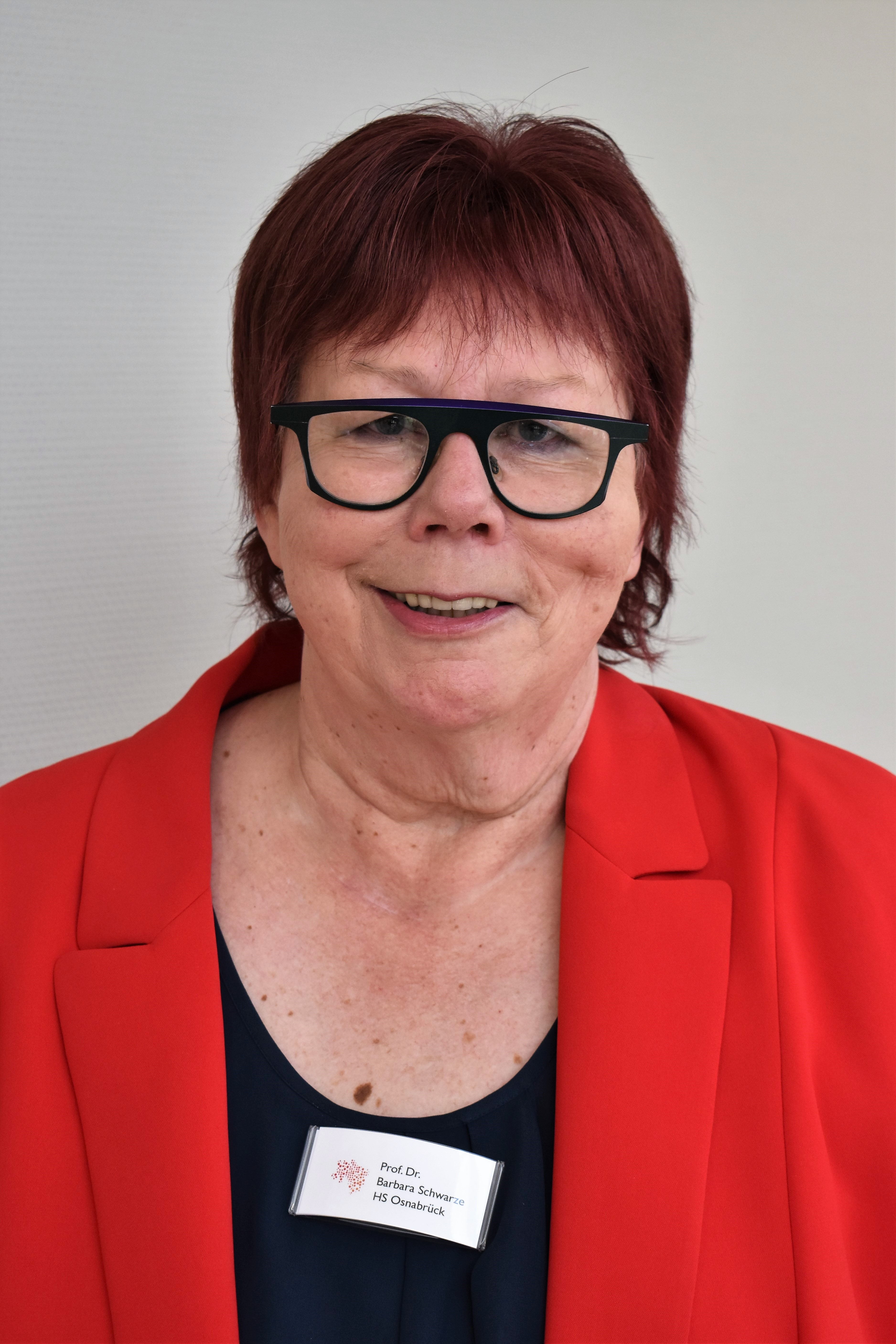
Barbara Schwarze (2022)

Barbara Schwarze (* 1951) ist eine deutsche Professorin für Gender und Diversity Studies an der Hochschule Osnabrück, Fakultät Ingenieurwissenschaften und Informatik.

## Leben und Wirken
Barbara Schwarze studierte an der Universität Bielefeld von 1970 bis 1975 Soziologie, Pädagogik und Psychologie und schloss mit dem Diplom in Soziologie ab. Zwischen 1976 und 1990 war sie Wissenschaftliche Angestellte in einem Modellversuch der Bund-Länder-Kommission für Bildungsplanung und Forschungsförderung (BLK) zur Studienberatung für die Hochschulen in Münster, von 1992 bis 1994 Referentin für Chancengleichheit im Frauenbüro der Universität Osnabrück. An der Fachhochschule Bielefeld führte sie von 1994 bis 1997 als Wissenschaftliche Leiterin den Bund-Länder-Modellversuch „Frauen im Ingenieurstudium an Fachhochschulen – Geschlechtsspezifische Aspekte in Lehre und Studium“ durch. Sie leitete von 1996 bis 2000 die Koordinierungsstelle der bundesweiten Initiative „Frauen geben Technik neue Impulse“ des Bundesministeriums für Bildung und Forschung (BMBF), der Deutschen Telekom AG und der Bundesagentur für Arbeit. Im Rahmen des „Forums Informationsgesellschaft“ des Bundesministeriums für Wirtschaft und Technologie war sie von 1999 bis 2002 Leiterin der Geschäftsstelle. In den Jahren von 2000 bis 2005 wirkte sie als Geschäftsführerin des Vereins „Frauen geben Technik neue Impulse“ und des „Kompetenzzentrums Frauen in Informationsgesellschaft und Technologie“.
Seit 2005 lehrt Barbara Schwarze als Professorin für Gender und Diversity Studies an der Hochschule Osnabrück. Einer ihrer Schwerpunkte ist die Berufswahl und darin insbesondere der Abbau von Geschlechterstereotypen und klassischen Rollenbildern. In Kooperation mit mehr als 40 Unternehmen und Lehrenden der Fakultät engagiert sie sich seit vielen Jahren für das Thema Frauen in MINT-Studiengängen und hat hierzu unter anderem das Niedersachsen-Technikum entwickelt.
Im Rahmen der G20-Präsidentschaft 2017 der Bundesrepublik Deutschland beteiligte sich Barbara Schwarze im Vorfeld am W20-Dialogprozess, dessen Ziel es war, Forderungen für Frauen weltweit im G20-Abschlussdokument zu verankern.

## Ehrenamtliches Engagement
Schwarze engagiert sich als Mitglied des Präsidiums der Initiative D21, einem bundesweiten Zusammenschluss von ca. 170 Unternehmen der Informations- und Kommunikationstechnikbranche, in den D21-Themenschwerpunkten „Digitale Integration“ und „Digitale Kompetenz“.
In ehrenamtlicher Funktion ist sie seit 2005 Vorsitzende des Kompetenzzentrums Technik-Diversity-Chancengleichheit in Bielefeld.
Barbara Schwarze unterstützt als Vorsitzende des Beirats den WoMen-Power-Kongress der Hannover Messe Industrie.
Sie ist Mitglied in den Ingenieurverbänden VDI und VDE sowie Jurorin für Forschungs- und Innovationsprojekte im Bereich Gender, Diversity und Fachkräftenachwuchs. Zudem ist sie Mitglied in der Gesellschaft für Informatik e.V., in der sie Sprecherin des Beirats für IT-Weiterbildung ist.

## Auszeichnungen
Im November 2021 wurde Barbara Schwarze das Bundesverdienstkreuz am Bande für ihr langjähriges Engagement für die Chancengleichheit verliehen.
2022 wurde sie von der Gesellschaft für Informatik und der Klaus-Tschira-Stiftung mit der Klaus-Tschira-Medaille für ihr Engagement, talentierte junge Frauen für den IT-Bereich zu gewinnen, ausgezeichnet. „Barbara Schwarze ist eine wichtige Brückenbauerin und herausragende Verfechterin der Förderung von Frauen in der Informatik“, so die Begründung der Jury-Vorsitzenden Christine Regitz.

## Schriften (Auswahl)
- Barbara Schwarze: Berufs- und Studienorientierung als komplexer Prozess mit diversen Wirkungen. In: Sandra Augustin-Dittmann, Helga Gotzmann (Hrsg.): MINT gewinnt Schülerinnen. Erfolgsfaktoren von Schülerinnen-Projekten in MINT. Springer VS, Wiesbaden 2015, S. 17–52. ISBN 978-3-658-03110-7.
- Barbara Schwarze, Kerstin Weißenstein: Top down und Bottom up. Neue Strategien für die Verknüpfung von Privatleben und Beruf. Beispiel Aktionsplattform Familie@Beruf NRW. In: Klemisch, Spitzley, Wilke (Hrsg.): Gender- und Diversity-Management in der Forschung. Fraunhofer-Institut für Arbeitswissenschaft und Organisation 2015, S. 129–142, ISBN 978-3-8396-0878-4.
- Barbara Schwarze, Andreas Frey, Heiko Tapken: Industrie 4.0. Frauen im Management. In Kooperation mit dem Kompetenzzentrums Frauen im Management, Hochschule Osnabrück mit Bisnode Deutschland GmbH, Oktober 2016, ISBN 978-3-9816284-4-9.